# Кубасово (Псковская область)
Кубасово — деревня в Струго-Красненском районе Псковской области России. Входит в состав сельского поселения «Новосельская волость».

## География
Находится на северо-востоке региона, в юго-западной части района, на реке Пскова.
Уличная сеть не развита.

## История
До марта 2005 года деревня Кубасово входила в Молодейскую волость.
В соответствии с Законом Псковской области от 28 февраля 2005 года № 420-ОЗ деревня Кубасово, вместе с другими селениями упраздненной Молодейской волости, вошла в состав образованного муниципального образования Новосельская волость.

## Население
| 2001 | 2002 | 2010 | 2011 |
| ---- | ---- | ---- | ---- |
| 8    | ↘4   | →4   | →4   |

## Инфраструктура
Личное подсобное хозяйство.
Почтовое отделение, обслуживающее д. Кубасово — 181161; расположено в д. Палицы.

## Транспорт
Просёлочные дороги.